# Kullerup Sogn

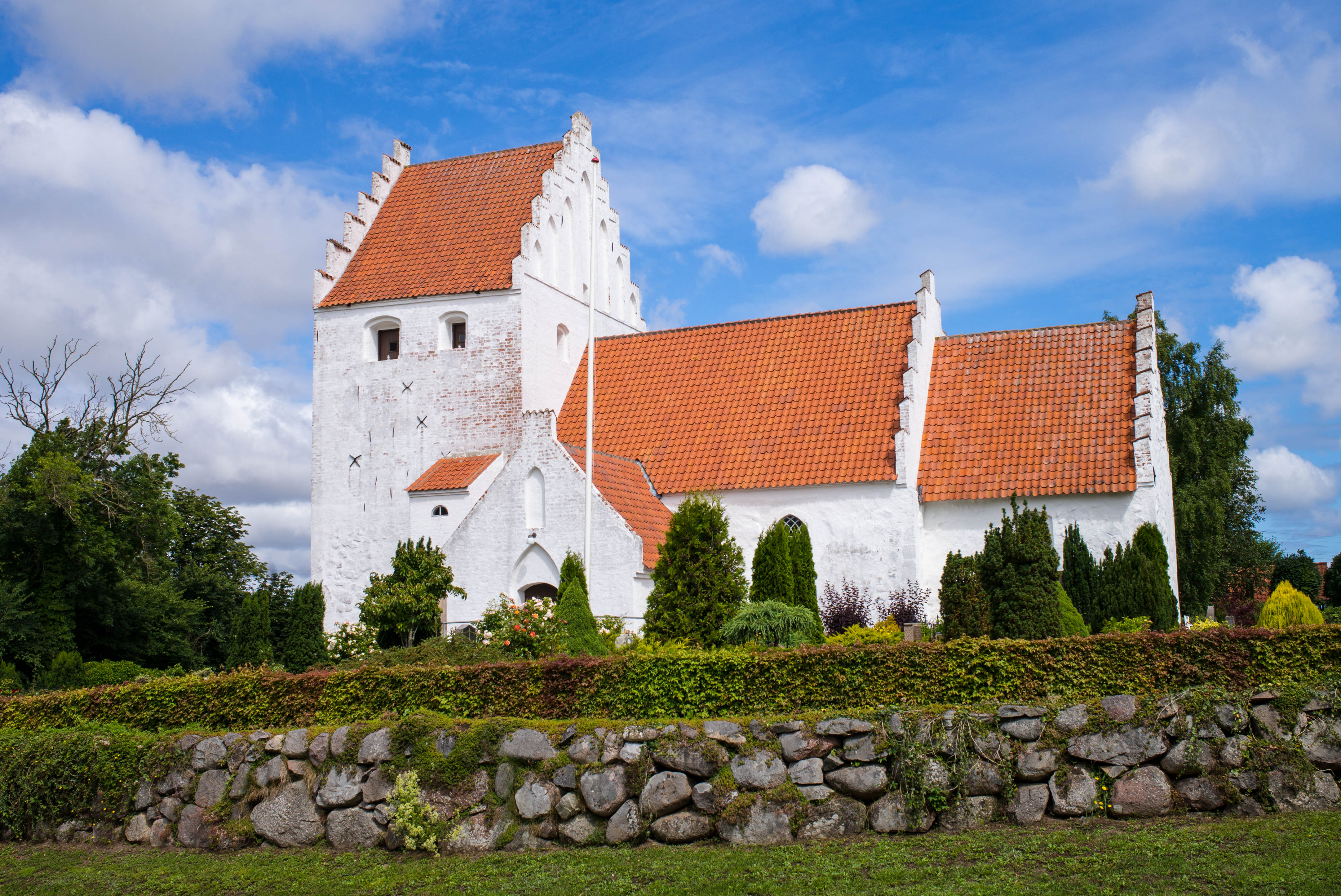
Kullerup Kirke

Kullerup Sogn ist eine Kirchspielsgemeinde (dän.: Sogn)
auf der Insel Fyn (dt.: Fünen) im südlichen Dänemark.
Bis 1970 gehörte sie zur Harde Vindinge Herred im damaligen Svendborg Amt, danach zur Ørbæk Kommune im
Fyns Amt, die im Zuge der  Kommunalreform zum 1. Januar 2007 in der
Nyborg Kommune in der Region Syddanmark aufgegangen ist.
Im Kirchspiel leben 297 Einwohner (Stand: 1. Januar 2023).
Im Kirchspiel liegt die Kirche „Kullerup Kirke“.
Nachbargemeinden sind im Nordwesten Skellerup Sogn, im Nordosten Hjulby Sogn, im Südosten Vindinge Sogn, im Südwesten Refsvindinge Sogn und im Westen Ellinge Sogn.